# 部分的核実験禁止条約
部分的核実験禁止条約（ぶぶんてきかくじっけんきんしじょうやく、英: Partial Test Ban Treaty、略称：PTBT）は、1963年8月5日にアメリカ、イギリス、ソ連との間で調印された、核兵器の一部の核実験を禁止する条約である。
正式名を大気圏内、宇宙空間及び水中における核兵器実験を禁止する条約（Treaty Banning Nuclear Weapon Test in the Atmosphere, in outer Space and under Water）という。地下を除く大気圏内、宇宙空間および水中における核爆発を伴う実験の禁止を内容とする。

## 概要
1963年8月5日にアメリカ合衆国、イギリス、ソ連の3国外相によりモスクワで正式調印され、10月に発効した。発効までに108カ国（原調印国を含め111か国）がこの条約に調印した。一方で、中華人民共和国・フランスを含む十数カ国は調印しなかった。また、地下での核実験は除外されていたため、大国の核開発を抑止する効果は限定的だった。このため、1996年9月に包括的核実験禁止条約が国際連合総会によって採択されたが、未だに発効してない。
また、実験回数や規模の制限も無かったが、1974年にはアメリカ合衆国とソ連は地下核実験制限条約に署名し、地下核実験における最大核出力を150 ktに制限することとした。ただし、この条約の批准は1990年までずれ込んでいる。

## 条約の背景
前年の1962年秋にキューバ危機が起こり、アメリカとソ連は核戦争一歩手前にまでエスカレートするほど激しく対立した。この苦い経験から米ソ両国は歩み寄り、部分的核実験禁止条約の締結へと向かった。また、核実験に伴う「死の灰」による健康被害・環境破壊への国際的な批判も背景となった。
この条約に関して当時のアメリカ合衆国大統領ジョン・F・ケネディは、キューバ危機後の1963年6月10日、アメリカン大学の卒業式での「平和のための戦略」という演説の中で、ソ連、イギリスと核実験禁止条約について話し合うことを明らかにした。この演説の約一ヵ月後に、部分的核実験禁止条約は結ばれることとなった。

## 条約の効果
冷戦時代に入り、核開発競争が活発化しつつある中で米ソ両大国が歩み寄り、条件付きながら核開発を抑制する内容となっており、冷戦史上画期的な出来事と評されることもある。また、技術力の低い国ではそもそも地下空間において核兵器の開発をすることは困難であったため、未開発国や後進国への核の拡散をある程度防ぐ効果があった。

## 条約の問題点
この条約では、地下での核兵器実験禁止が除外されていたため、この条約成立の後も核開発国により地下核実験が繰り返し行われ、放射能汚染は地下に限定されたが（ただしアメリカのボウライン作戦、ソ連のチャガン核実験など、核兵器の平和利用の名目で半地下実験が多数行われ、とくに後者は地上への深刻な放射能汚染を引き起こした）、大国の核兵器の開発は引き続き進行した。また、後のNPTによる核保有5カ国のうち、核開発でアメリカ・イギリス・ソ連に対して遅れをとっていたフランスと中国は反対し、条約への不参加を表明した。
フランス・中国の立場から見ると、核開発で先行している米ソ両大国が核戦略で優位を保ち、後発国の参入を阻止する条約と映った。当時、両国はすでに核開発に着手していたが、地下核実験の技術をもっていなかった。フランスは1960年2月にサハラ砂漠で最初の核実験を行い、この条約の後の1966年にNATO（北大西洋条約機構）の軍事機構を脱退し、アメリカ・イギリスなどと一定の距離を置く独自の路線を歩むことになった。また、共産圏の中国も当時、中ソ対立でソ連との対立が深まりつつあり、独自の核開発路線へと向かい、1964年10月に新疆ウイグル自治区で原爆実験を強行した。
その他、アメリカで立案されていた核パルスエンジンにより宇宙飛行を行うオリオン計画が中止された。
過去・現在に存在する或いは開発中の核融合炉の多くは、瞬間的に核融合を生じさせる方式で、極小規模な核融合爆発と言って良いが、多くは地上に建設された建屋の中にある。フィロ・ファーンズワース フューザーに至っては、卓上規模に納めることも出来、容易に車両等で移動できる。

## 影響
先述の通り、中国および中国共産党がこの条約に反対し、不参加を表明したことから、それ以前からの中ソ対立がますます激化し、この影響を受けた世界規模での左翼運動（社会主義・共産主義運動）・平和運動（反核運動）の分裂につながる一要因となった。
日本では中国共産党の立場に同調してこの条約への批准に反対した日本共産党に対し、志賀義雄・鈴木市蔵ら、この条約の意義を一定評価する一部の党員や（それまで共産党影響下にあった）「新日本文学会」主流派が批判を加え、脱退（除名）あるいは共産党との協力関係を絶つ選択をした。このうち脱退党員は新たに「日本共産党（日本のこえ）」を結成し、いわゆる「ソ連派」の一潮流を形成した。また同時に、この時期まで共産党系・社会党系の革新派統一戦線が保たれていた原水爆禁止運動（原水爆禁止日本協議会）も、社会主義国家の核兵器保持を一定肯定する共産党系の「原水協」と、「いかなる国の」核兵器保持にも反対する社会党・総評系の「原水禁」への分裂の道を辿った。